# Từ mượn
Từ mượn là từ vay mượn từ tiếng nước ngoài (ngôn ngữ khác) để làm phong phú thêm cho vốn từ vựng của ngôn ngữ nhận. Gần như tất cả các ngôn ngữ trên thế giới đều có từ mượn, vì một ngôn ngữ vốn dĩ không có đủ vốn từ vựng để định nghĩa cho tất cả các khái niệm và việc chuyển ngữ từ vựng từ ngôn ngữ này sang ngôn ngữ khác để là xu thế tất yếu trong quá trình hội nhập của một nền văn hóa. Tuy nhiên, việc tạo mới và sử dụng các từ mượn cũng cần hết sức quan tâm để tránh làm mất đi bản sắc ngôn ngữ nhận, đánh mất sự đa dạng của ngôn ngữ; để tránh điều đó chỉ nên sử dụng từ mượn trong một ngôn ngữ khi ngôn ngữ đó không có từ thay thế hoặc từ thay thế quá dài và phức tạp.
Từ mượn xuất hiện trong một ngôn ngữ khi từ đó được nhiều người nói ngôn ngữ đó sử dụng và mang một ý nghĩa nhất định.

## Từ mượn trong tiếng Việt
Trong tiếng Việt có rất nhiều từ mượn có nguồn gốc từ tiếng Hán (từ Hán Việt gốc Trung Quốc và từ Hán-Việt gốc Nhật), tiếng Pháp, tiếng Anh,... Dưới đây liệt kê một số từ mượn trong tiếng Việt:

### Từ vay mượn từ tiếng Hán
- Qua Trung Quốc

陰陽 (âm dương)
八卦 (bát quái)
道德 (đạo đức)
突厥 (Đột Quyết)
氣空 (khí công)
孔子 (Khổng Tử)
五行 (ngũ hành)
儒教 (Nho giáo)
三界 (tam giới)
三教 (tam giáo)
太極 (Thái cực)
吐蕃 (Thổ Phồn)
天下 (thiên hạ)
天子 (thiên tử)
中國 (Trung Quốc)
中原 (Trung Nguyên)
萬歲 (vạn tuế)
- Các thuật ngữ Phật giáo

佛教 (Phật giáo), 菩提 (Bồ đề), 菩薩 (Bồ Tát) 羅漢 (La Hán), 閰王 (Diêm Vương), 彌勒 (Di Lặc), 婆羅門 (Bà-la-môn), 比丘 (Tì-kheo), 僧團 (Tăng đoàn), 輪迴 (luân hồi), 涅槃 (niết bàn), 阿修羅 (A tu la), 釋迦牟尼 (Thích Ca Mâu Ni), 禪 (thiền), 須弥 (Tu Di)
- Qua cách đọc tiếng Quảng Đông

臘腸 (lạp xưởng), 利市 (lì xì), 爐 (lẩu), 味精 (mì chính), 馬力 (mã tấu), 蝦餃 (há cảo), 水圓 (sủi dìn), 水餃 (sủi cảo), 雲吞 (vằn thắn), 油 (dầu), 叉燒 (xá xíu), 鼓油 (xì dầu), 酸梅 (xí muội), 長衫 (xường xám), 豆腐 (tào phớ)
- Qua cách đọc tiếng Phúc Kiến

麵 hay 米 (mì), 豆腐 (tàu hủ), 粉 (bún)

### Từ vay mượn từ tiếng Pháp
Việt Nam từng là thuộc địa của Pháp nên tiếng Pháp có điều kiện du nhập vào Việt Nam. Trong quá trình giao lưu văn hóa và ngôn ngữ đó người Việt đã vay mượn nhiều từ gốc Pháp để chỉ những khái niệm mà thường thì trong tiếng Việt không có. Phần lớn các từ đó đã bị thay đổi cả về cách đọc lẫn chữ viết để phù hợp với đặc trưng của tiếng Việt, vốn là ngôn ngữ không biến hình. Các từ mượn tiếng Pháp được sử dụng trong nhiều lĩnh vực như:
- Ăn uống: ba tê (tiếng Pháp: pâté), bánh ga tô (gâteau), bia (bière), bít tết (bifsteck), bơ (beurre), ca cao (cacao), cà phê (café), cà rốt (carotte), giăm bông (jambon), kem (crème), mù tạt (moutarde), pho mát (fromage), sơ ri (cerise), xa lát (salade), xúc xích (saussisse)...
- Thời trang: áo bờ lu (blouse), áo may ô (maillot), gi lê (gilet), khuy măng sét (manchette), sơ mi (chemise), vét-tông (veston), xi líp (slip), com-lê (complet), đờ-mi (demi)...
- Y dược: a-xít (acide), coóc-ti-cô-ít (corticoïde), li-pít (lipide), pê-ni-xi-lin (péniciline), vắc xin (vaccine), vi-ta-min (vitamine)...
- Nhạc họa: ghi-ta (guitare), măng đô lin (mandoline), vi ô lông (violon)...
- Kỹ thuật: ban công (balcon), bê tông (béton), cờ lê (clé), ê tô (étau), mỏ lết (molette), ô văng (auvent), ống típ (tube), ta luy (talus), tôn (tôle), tuốc-nơ-vít (tournevis)...
- Quân sự: boong ke (bunker), lô cốt (blockhaus), quy lát (culasse), xe tăng (tank)...
- Khác: bi đông (bidon), bi da (billard), búp bê (poupée), cải xoong (cresson), chó béc-giê (berger), công te nơ (container), ga (gare), mít tinh (meeting), sạc (charge), tắc xi (taxi), xà phòng (savon), xăng (essence), xì căng đan (scandale), xô viết (soviet), ri-đô ("rideau"), gạc-măng-rê (garde manger), ghi đông (guidon)...

### Từ vay mượn từ tiếng Anh
Tiếng Anh được coi là ngôn ngữ giao tiếp quốc tế. Vậy nên ở Việt Nam tiếng Anh là ngôn ngữ bắt buộc trong chương trình giáo dục phổ thông và cũng là ngoại ngữ được sử dụng rộng rãi. Nhờ đó, trong tiếng Việt đã xuất hiện nhiều từ mượn tiếng Anh như: in-tơ-nét (internet), ti vi (TV), xì ke (scag),... Và bản thân tiếng Anh có ảnh hưởng từ Pháp vào năm 1066 nên nhiều từ mượn tiếng Pháp cũng có thể coi là mượn của tiếng Anh như cà rốt, cà phê, boong ke,...

### Từ vay mượn từ tiếng Nga
Mặc dù tiếng Nga được dùng trong một số nước nhưng trên thế giới từ mượn này ít xuất hiện.